# Светлозелёное
Светлозелёное — исчезнувшая деревня в Бакчарском районе Томской области. На момент упразднения входила в состав Высокоярского сельсовета. Упразднена в 2004 году.

## География
Деревня располагалась на правом берегу реки Парбиг, в 10 км (по прямой) к северо-западу от села Высокий Яр.

## История
Деревня возникла в начале 1930-х годов как спецпосёлок, когда бассейн реки Парбиг стал местом расселения спецпоселенцев из числа кулаков. По данным на 1938 год спецпосёлок Светлозелёный подчинялся Парбигской поселковой комендатуре . В посёлке проживала 101 семья спецпоселенцев.
С 1943 по 1960 год административный центр Верхне-Болотовского сельсовета Парбигского района. В деревне размещался колхоз имени Кагановича (с 1957 года - колхоз "Заря"). С 1960 года отделение колхоза имени Сталина.
Постановлением Государственной Думы Томской области от 29.07.2004 года № 1359 деревня Светлозелёное исключена из учётных данных.

## Население
| 1939 | 1952 | 1959 | 1970 | 1979 | 1989 | 2002 |
| ---- | ---- | ---- | ---- | ---- | ---- | ---- |
| 566  | ↘395 | ↘364 | ↘240 | ↘11  | ↘5   | ↘0   |

В 1938 году в поселке проживало 380 человек спецпоселенцев, в том числе 85 мужчин, 113 женщин и 182 ребенка до 16 лет.